# Museo paleocristiano di Monastero
Il Museo paleocristiano di Monastero è un museo archeologico di Aquileia, in provincia di Udine, che custodisce reperti e testimonianze cristiane risalenti al periodo tra il IV secolo e il periodo patriarcale. L'ingresso è gratuito.

## Storia
Sede del museo è, dal 1961, l'ex-monastero di Santa Maria fuori le mura delle monache benedettine, fondato nel VII secolo nel periodo del patriarca Giovanni I, in località Monastero, ad Aquileia e dopo la distruzione da parte degli Ungari rifondata da parte del patriarca Poppone nel XI secolo. 
Il decreto aulico del 30 ottobre 1782 sancì, all'interno delle riforme promosse dall'imperatore Giuseppe II d'Austria, l'abolizione del monastero ed il trasferimento delle religiose a Cividale. Il patrimonio, incamerato dal Fondo di Religione, venne venduto nel 1784 al conte Raimondo della Torre-Hofer e Valsassina. A partire dal 1787, e tanto più dal 1852, l'anno in cui il complesso venne comprato da Eugenio de Ritter Záhony, cominciò una serie di lavori di trasformazione delle strutture monastiche, secondo le esigenze del momento, che condussero alla cancellazione o ad una profonda modifica degli ambienti: in particolare, l'edificio usato come chiesa venne adibito a folador, ossia ad ambiente per la vinificazione. Proprio qui avvennero nel 1895 le prime scoperte, che portarono nel 1961 all'ultima modifica, quella a contenitore museale.
Il sito ha in realtà una storia molto antica: gli scavi archeologici condotti dopo il 1961 hanno infatti permesso di scoprire che il monastero sorgeva sui resti di una grande basilica, coperta di pavimenti musivi, la cui prima edificazione risale al 345 circa  e che è ora possibile visitare.

## Percorso espositivo
Il museo è articolato su tre livelli: piano terra, primo piano e secondo piano.

### Piano terra
L'atrio conserva una mensa copta del IV secolo e numerosi lacerti musivi provenienti da diversi scavi di Aquileia.  Gran parte dello spazio è occupato dai resti dell'antica basilica di Monastero, visitabili anche grazie a un percorso rialzato. Sono presenti inoltre statue e ed epigrafi sepolcrali.

### Primo piano
Il primo piano conserva la ricostruzione del grande mosaico absidale dell'antica basilica di Beligna, a sud di Aquileia, che può ragionevolmente essere identificata con quella detta "degli Apostoli", realizzata attorno al 390. Il mosaico rappresenta uccelli ed agnelli: di particolare interesse la rappresentazione del pavone, simbolo di risurrezione e di immortalità.
Nel piano sono conservati inoltre un rilievo incompiuto con i volti di San Pietro e San Paolo (IV secolo) e una lapide, dello stesso periodo, con la rappresentazione del battesimo di una bambina.

### Secondo piano
Questa sezione conserva principalmente iscrizioni sepolcrali del IV e del V secolo. Tra queste, spicca la lapide di Restutus, un africano giunto ad Aquileia e qui ammalatosi e morto, ricevendo però "molto affetto, più di quanto avrebbe ricevuto dai suoi stessi genitori". Di particolare rilievo anche la lapide con la rappresentazione della rottura dell'anfora, che simboleggia la liberazione dell'anima dal corpo.